# 异尾霸鹟属
异尾霸鹟属（学名：Alectrurus）是霸鹟科下的一个属。

## 下属物种
本属包括以下物种：
- 异尾霸鹟 Alectrurus risora (Vieillot, 1824)
- 鸡尾霸鹟 Alectrurus tricolor (Vieillot, 1816)